# آری آبیتان
آری آبیتان (فرانسوی: Ary Abittan‎؛ زادهٔ ۳۱ ژانویهٔ ۱۹۷۴) هنرپیشه و نویسنده اهل فرانسه است.
از فیلم‌ها یا برنامه‌های تلویزیونی که وی در آن نقش داشته‌است می‌توان به فیلم بهترم، عروسی‌های سریال، عروسی‌های سریال ۲، معجون زمان ۴ اشاره کرد.